# Calosphen princeps
Calosphen princeps är en tvåvingeart som först beskrevs av Ignaz Rudolph Schiner 1868.  Calosphen princeps ingår i släktet Calosphen och familjen skridflugor.
Artens utbredningsområde är Venezuela. Inga underarter finns listade i Catalogue of Life.